# Tsatsiki
Den här artikeln handlar om den litterära figuren Tsatsiki. För såsen, se tzatziki.
Tsatsiki är en serie barn- och ungdomsböcker av Moni Nilsson-Brännström. Huvudkaraktären Tsatsiki bor i Stockholm tillsammans med sin mamma (Morsan) som älskar Grekland, där Tsatsiki även blev till. Morsan har döpt sin son till Tsatsiki efter sin favoriträtt tzatziki.

## Böcker
- 1995 - Tsatsiki och Morsan
- 1996 - Tsatsiki och Farsan
- 1997 - Bara Tsatsiki
- 1999 - Tsatsiki och kärleken
- 2001 - Tsatsiki och Retzina
- 2015 - Tsatsiki och Hammarn
- 2015 - Tsatsiki och olivkriget
- 2017 - Tsatsiki och Älva

## Filmer
- 1999 – Tsatsiki, morsan och polisen, bygger på de två första böckerna.
- 2001 – Tsatsiki – vänner för alltid, bygger på böckerna Bara Tsatsiki, Tsatsiki och kärleken & Tsatsiki och Retzina.
- 2015 – Tsatsiki, farsan och olivkriget, bygger på Tsatsiki och olivkriget.

## Figurer, i urval
Tsatsiki
Tsatsiki är huvudperson. Hans ålder skiftar mellan böckerna. Tsatsikis bästa kompis heter Per Hammar. Tsatsiki är kär i Maria Grynwall.
Morsan
Morsan är Tsatsikis halvknasiga mamma. Hon gillar att sjunga i sitt eget rockband (vilket en gång slutade med att hon blev dödshotad, så att SÄPO tvingades komma på besök hemma). Hon har haft några äktenskap/pojkvänner, bland annat Göran, Tsatsikis pappa och en basist.
Tsatsikis pappa
Tsatsikis pappa är en bläckfiskfiskare. Han bor i Grekland. När Tsatsiki hälsade på honom första gången, trodde han först inte på att Tsatsiki var hans son, men efter att morsan läxade upp honom förstod han att han faktiskt hade en son.
Basisten
Basisten ogillar Tsatsiki. Han är Morsans ex-pojkvän och spelar i hennes band. En gång spelade Tsatsiki över deras demo med "en massa smörja".
Göran
Göran är Morsans man. Han hyrde ett rum av Tsatsiki och Morsan, och senare blev han och Morsan kära. I böckerna så är Göran militär, men i filmerna så jobbar han som polis. Han och Tsatsiki är goda vänner. Han har en kompis som heter Elin.
Mårten Pissråtta
Mårten Pissråtta var en ökänd mobbare på skolan där Tsatsiki går. Han mobbade nördar, men han slutade senare att mobba efter att Morsan hade pratat med honom och erbjudit honom gitarrlektioner. Hans pappa är alkoholist.
Maria Grynwall
Tsatsiki och Maria är kära i varandra. De blev ihop på hennes födelsedagskalas. I en av böckerna gjorde hon slut.
Per Hammar
Han och Tsatsiki är bästa kompisar. En gång köpte de en bikini åt Tsatsikis mamma.